# Echinodictyum gorgonioides
Echinodictyum gorgonioides är en svampdjursart som beskrevs av Arthur Dendy 1916. Echinodictyum gorgonioides ingår i släktet Echinodictyum och familjen Raspailiidae.
Artens utbredningsområde är havet utanför Indien. Inga underarter finns listade i Catalogue of Life.